# James H. Cravens

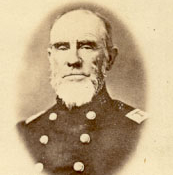
James H. Cravens

James Harrison Cravens (* 2. August 1802 in Harrisonburg, Virginia; † 4. Dezember 1876 in Osgood, Indiana) war ein US-amerikanischer Politiker. Zwischen 1841 und 1843 vertrat er den Bundesstaat Indiana im US-Repräsentantenhaus.

## Werdegang
James Cravens war ein Cousin zweiten Grades des Kongressabgeordneten James A. Cravens (1818–1893). Nach einem Jurastudium und seiner 1823 erfolgten Zulassung als Rechtsanwalt begann er in Harrisonburg in diesem Beruf zu arbeiten. Im selben Jahr zog er nach Franklin im Staat Pennsylvania; 1829 kam er nach Madison in Indiana, wo er auch in der Landwirtschaft arbeitete. Gleichzeitig schlug er eine politische Laufbahn ein.
In den Jahren 1831 und 1832 saß Cravens als Abgeordneter im Repräsentantenhaus von Indiana. Seit 1833 war er im Ripley County ansässig, wo er als Anwalt und Farmer arbeitete. Im Jahr 1839 wurde Cravens als Mitglied der 1835 gegründeten Whig Party in den Senat von Indiana gewählt. Bei den Kongresswahlen des Jahres 1840 wurde er im vierten Wahlbezirk seines Staates in das US-Repräsentantenhaus in Washington, D.C. gewählt, wo er am 4. März 1841 die Nachfolge von Thomas Smith antrat. Bis zum 3. März 1843 absolvierte er eine Legislaturperiode im Kongress. Dort wurde in diesen Jahren über eine mögliche Annexion der seit 1836 von Mexiko unabhängigen Republik Texas diskutiert.
Im Jahr 1852 bewarb sich James Cravens als Kandidat der Free Soil Party um das Amt des Gouverneurs von Indiana, doch mit 2,1 Prozent der Stimmen landete er abgeschlagen auf dem dritten Platz hinter dem Whig-Kandidaten John A. Matson und dem siegreichen Demokraten Joseph A. Wright. Vier Jahre später kandidierte er ebenso erfolglos für das Amt des Attorney General von Indiana. Während des Bürgerkrieges war Cravens Oberstleutnant in einer Freiwilligeneinheit aus Indiana. Dabei geriet er während eines konföderierten Angriffs auf Indiana (Morgan’s Raid) zwischenzeitlich in Kriegsgefangenschaft. Er starb am 4. Dezember 1876 in Osgood und wurde in Versailles beigesetzt.